# Манин, Виталий Серафимович
Вита́лий Серафи́мович Ма́нин (26 февраля 1929 — 22 апреля 2016) — советский и российский искусствовед, автор многих книг по истории русского и советского искусства, доктор искусствоведения, профессор, член-корреспондент Российской академии художеств (2012), заслуженный деятель искусств РСФСР (1990), музейный работник и педагог.

## Биография
Виталий Манин родился в 1929 году в Москве. В 1947 году, после окончания школы, поступил в Государственный центральный институт физической культуры (ГЦОЛИФК имени И. В. Сталина), который окончил в 1951 году. После этого, решив получить второе высшее образование, в 1952 году поступил на исторический факультет Московского государственного университета, по окончании которого в 1957 году получил диплом историка, а затем и искусствоведа.
В том же 1957 году за связь с участниками кружка Льва Краснопевцева (проходившими по «делу молодых историков») Манин был исключён из кандидатов в члены КПСС, в результате чего практически потерял возможность устроиться на работу по гуманитарной специальности и был вынужден в течение нескольких лет работать школьным учителем физкультуры.
Тем не менее Манину удалось продолжить занятия искусствоведением, и в 1973 году на историческом факультете МГУ он защитил кандидатскую диссертацию по теме «Из истории художественных объединений Москвы и Ленинграда (1921—1932 гг.)». В 1970-х годах он работал заместителем директора Государственной Третьяковской галереи, в разные годы работал директором музеев «Абрамцево» и «Царицыно».
В 1991 году Виталий Манин защитил докторскую диссертацию по теме «А. И. Куинджи и его школа (К вопросу о месте наследия Куинджи в русском пейзаже XX века)».
Начиная с 1970-х годов Виталий Манин опубликовал более сорока книг по вопросам русского и советского искусства, а также около ста статей. В частности, ряд его публикаций посвящён творчеству художников Архипа Куинджи, Ивана Шишкина, Аристарха Лентулова, Константина Богаевского, Николая Грицюка, Виктора Попкова, Игоря Попова, Андрея Тутунова, Сергея и Алексея Ткачёвых, Владимира Щербакова, Николая Соломина, Ефрема Зверькова, Дмитрия Жилинского, Владимира Телина, Ивана Полиенко, Виктора Харлова и других.
Скончался 22 апреля 2016 года. Похоронен на Пятницком кладбище.

## Сочинения В. С. Манина
- Николай Грицюк, Москва, Советский художник, 1973
- Куинджи, Москва, Изобразительное искусство, 1976
- Виктор Попков, Москва, Советский художник, 1979
- Игорь Попов, Москва, Художник РСФСР, 1979
- Андрей Тутунов. Живопись. Графика, Москва, Советский художник, 1983
- Куинджи и его школа, Москва, Художник РСФСР, 1987
- Куинджи, Москва, Художник РСФСР, 1990, ISBN 5-7370-0098-2
- Живопись 1920—1930-х годов, Санкт-Петербург, Художник РСФСР, 1991, ISBN 5-7370-0127-X (автор вступительной статьи)
- Аристарх Лентулов, Москва, Слово, 1996, ISBN 5-85050-118-5
- Неискусство как искусство, Москва, УРСС, 1999, ISBN 5-88417-202-8
- Искусство в резервации. Художественная жизнь России 1917—1941 гг., Москва, Едиториал УРСС, 1999, ISBN 5-901006-94-1
- Пейзаж. Русская живопись, Москва, Белый город, 2000, ISBN 5-7793-0233-2
- Иван Шишкин, Москва, Белый город, 2000, ISBN 5-7793-0223-5
- Куинджи, Москва, Белый город, 2001, ISBN 5-7793-0219-7
- Шедевры русской живописи. Великие полотна XII—XIX веков, Москва, Белый город, 2001, ISBN 5-7793-0233-2
- Братья Ткачёвы, Москва, Белый город, 2001, ISBN 5-7793-0384-3
- Русский пейзаж. Более 1000 картин художников XVII—XX веков, Москва, Белый город, 2001, ISBN 5-7793-0293-6
- Владимир Щербаков, Москва, СоюзДизайн, 2006, ISBN 5-900230-03-1
- Николай Соломин, Санкт-Петербург, Аврора, 2006, ISBN 5-7300-0819-8
- Иван Полиенко, Санкт-Петербург, Аврора, 2006, ISBN 5-900230-02-3
- Ефрем Зверьков, Москва, СоюзДизайн, 2006, ISBN 5-900230-29-5
- Дмитрий Жилинский, Санкт-Петербург, Аврора, 2006, ISBN 5-7300-0818-X
- Русская живопись XX века (в 3-х томах), Санкт-Петербург, Аврора, 2007, ISBN 978-5-7300-0824-3
- Владимир Телин, Москва, СоюзДизайн, 2007, ISBN 5-900230-03-1
- Искусство и власть. Борьба течений в советском изобразительном искусстве 1917—1941 годов, Санкт-Петербург, Аврора, 2008, ISBN 978-5-7300-0874-8
- Убиенный художник Виктор Попков, Москва, СБМ-Галерея, 2008, ISBN 5-900230-48-1
- Виктор Харлов, Санкт-Петербург, Аврора, 2009, ISBN 978-5-7300-0884-7
- Константин Богаевский, Санкт-Петербург, Аврора, 2011, ISBN 978-5-7300-0841-0
- Русская пейзажная живопись, Санкт-Петербург, Аврора, 2012, ISBN 978-5-7300-0847-2